# Ignace Moussa I Daoud
Ignace Moussa I Daoud (1930 - 2012) là một Hồng y người Syria của Giáo hội Công giáo nghi lễ Syria, trực thuộc Giáo hội Công giáo Rôma. Ông nguyên là Thượng phụ của Giáo hội Công giáo Syria, Chủ tịch Hội đồng Giáo hội Công giáo nghi lễ Syria, Chưởng ấn Giáo hoàng Học viện Đông Phương và Tổng trưởng Bộ các Giáo hội Đông phương, thuộc Giáo triều Rôma. Trên cương vị Hồng y, ông đã tham dự mật nghị hồng y tổ chức năm 2005, chọn ra Giáo hoàng Biển Đức XVI.

## Tiểu sử
Thượng phụ Daous sinh ngày 18 tháng 9 năm 1930 tại Meskané, Syria. Sau quá trình tu học dài hạn tại các cơ sở chủng viện, ngày 17 tháng 10 năm 1954, ông được truyền chức linh mục. Tân linh mục khi ấy mới 24 tuổi.
Ngày 2 tháng 7 năm 1977, Giáo hội Syria chọn linh mục Daoud làm Giám mục chính tòa Giáo phận Cairo thuộc giáo hội này. Về phía giáo hội Công giáo Rôma, Giáo hoàng Phaolô VI xác nhận việc bổ nhiệm này sau đó vào ngày 22 cùng tháng. Nhân dịp sinh nhật lần thứ 47 của tân giám mục, 18 tháng 9 năm 1977, nghi thức tấn phong cho vị tân chức đã được cử hành. Ba giáo sĩ tham dự vào nghi thức truyền chức gồm chủ phong là Thượng phụ Ignace Antoine II Hayek, Thượng phụ tòa Antioch (Antiochia) thuộc Giáo hội Syria; hai vị phụ phong gồm có Tổng giám mục Flavien Zacharie Melki, Giám mục Phụ tá Tòa Antioch và Tổng giám mục Joseph Jacob Abiad, Tổng giám mục Tổng giáo phận Homs (-Hama-Nabk), thuộc Giáo hội Syria.
Ngày 1 tháng 7 năm 1994, phía Giáo hội Syria có ý định thuyên chuyển Giám mục Daoud về làm Tổng giám mục Tổng giáo phận Homs (-Hâm-Nabk), thuộc Giáo hội của họ. Phía Tòa Thánh tái xác nhận ý định này của họ vào ngày 6 tháng 7 cùng năm. Bốn năm sau đó, ngày 13 tháng 10 năm 1998, Giáo hội Syria chọn giám mục Daoud làm Giám mục chính tòa Giáo hội Beirut, tại Li Băng kiêm nhiệm chức Thượng phụ tòa Antioch, đứng đầu Giáo hội Syria. Phía Giáo hội Công giáo Rôma chuẩn y việc bổ nhiệm này ngày 20 tháng 10. Nhận được tin tức từ Tòa Thánh, ngày 25 tháng 10, tân Thượng phụ đã cử hành nghi lễ nhận chức.
Ngày 25 tháng 11 năm 2000, Tòa Thánh mời Thượng phụ Daoud về giáo triều Rôma giữ nhiệm vụ Tổng trưởng Bộ các Giáo hội Đông phương và Chưởng ấn Giáo hoàng Học viện Đông phương. Nhận nhiệm vụ mới, ngày 8 tháng 1, Thượng phụ Daoud từ nhiệm khỏi các vị trí mà Giáo hội Syria đã tín nhiệm trao cho ông, nhưng vẫn mang tước danh Thượng phụ. Trong Công nghị Hồng y sau đó cử hành ngày 21 tháng 2, Giáo hoàng Gioan Phaolô II vinh thăng Thượng phụ Daoud tước vị Hồng y - Thượng phụ. Tân Giáo hoàng Biển Đức XVI sau khi đắc cử đã tái bổ nhiệm ông vào vị trí cũ dưới thời Gioan Phaolô II. Hồng y Daoud từ nhiệm ở tuổi 77 ngày 9 tháng 6 năm 2007. Sau đó, ông qua đời ngày 7 tháng 4 năm 2012, hưởng thọ 82 tuổi.